# Real Balompédica Linense
La Real Balompédica Linense (també coneguda com a Balona o, simplement, Linense) és un club de futbol de la ciutat de La Línea de la Concepción, a Andalusia. Fundat el 1912, actualment a la Primera Divisió RFEF.

## Uniforme
- Primera equipació: Samarreta blanca i negra a ratlles verticals, pantaló i mitges blancs.
- Segona equipació: Samarreta, pantaló i mitges blaus.

## Estadi
La Real Balompédica Linense juga els seus partits com a local al Estadio Municipal de la Línea. Es va construir el 1969 amb un acurat disseny que el va dotar d'unes magnífiques característiques tècniques. Amb el pas dels anys el deteriorament de les instal·lacions l'ha fet incòmode i antiquat. En una remodelació parcial de les seves instal·lacions, realitzada el 2003, es condicionaren els locals pertinents per ubicar-hi la seu de la Real Balompédica Linense, alhora que es construïa una cafeteria i un restaurant. A mitjan 2009 va començar la implantació d'una superfície de gespa artificial al terreny de joc, pel qual, l'equip va haver de disputar el seu primer partit com a local al municipal de Los Barrios. A l'estadi s'hi troba la sala de trofeus del club, anomenada sala de trofeus Francis Negrón, i les sales de premsa i oficines. L'aforament de la instal·lació és aproximadament de 4.500 espectadors en tribuna, 6.000 en preferència, i 4.500 en cada fons, en total aproximadament uns 19.500 espectadors.
- Capacitat: 19.500 persones.
- Dimensions: 105x70 metres.

## Dades del club
- Temporades a Primera Divisió: 0
- Temporades a Segona Divisió A: 6
- Temporades a Segona Divisió B: 15 (comptant la 2011-12)
- Temporades a Tercera Divisió: 48
- Temporades a Regional Preferent: 1
- Millor posició a la lliga: 9è (Segona Divisió B, temporada 1950-51)
- Pitjor posició en categoria nacional: 19è (Tercera Divisió, temporada 1975-76)

## Palmarès
- 5 Campionats de Tercera Divisió (Temporades 1965-66, 1967-68, 1982-83, 1998-99 i 2010-11)